# 孫愐
孫愐（?—?），唐代音韻學家。籍貫、生平皆不詳。
僅知其天寶年間為陳州（今河南省淮陽縣）司馬。精研音韻之學。天寶十年（751年）編成《唐韻》五卷，影響很大。宋代范镇《东斋记事》说：“自孫愐集《唐韵》诸书遂废。”現《唐韻》卷首還保留有孫愐撰寫的《唐韻·序》。